# Coconut Palace
Het Coconut Palace is een luxueus paleis van de Filipijnse overheid op het terrein van het Cultureel Centrum van de Filipijnen in de Filipijnse hoofdstad Manilla. Het Coconut Palace was een van de extravagante bouwprojecten van first lady Imelda Marcos en werd ontworpen door architect Francisco Mañosa. 
De naam van het bouwwerk verwijst naar het verhaal dat een groot deel van het paleis gemaakt is van materialen van de kokospalm. De opdracht voor de bouw van het paleis werd in 1978 gegeven en in februari 1981 was het de bedoeling dat paus Johannes Paulus II er als eerste in zou overnachten tijdens zijn bezoek aan de Filipijnen. De paus weigerde echter om in het bouwwerk dat 37 miljoen peso had gekost te overnachten en koos voor een verblijf in de residentie van de apostolisch nuntius. Imelda Marcos laat daarop enige tijd daarna actrice Brooke Shields invliegen om paleis in te wijden. Het Coconut Palace wordt sinds 2011 gebruikt als werklocatie voor vicepresident Jejomar Binay en zijn medewerkers. Ook werd een groot deel van het paleis opengesteld voor het publiek.